# مقاتل النهاية (فلم)
مقاتل النهاية هو فيلم خيال علمي أمريكي تم عرضه عام 1975 ومن إخراج روبرت كلاوز وبطولة يول بريز وماكس فون سيدوف وجوانا مايلر ويدور حول مقاتل ساموراي يتم استأجاره لحماية وتأمين خروج امرأة حامل ومحموعة بذور نباتات نجت من الفناء من مدينة نيويورك - من بعد المحرقة- حيث تنتشر خرائب الحضارة وتتصارع العديد من الجماعات من أجل البقاء

## وصلات خارجية
- مقاتل النهاية على موقع IMDb (الإنجليزية)
- مقاتل النهاية على موقع روتن توميتوز (الإنجليزية)
- مقاتل النهاية على موقع ألو سيني (الفرنسية)
- مقاتل النهاية على موقع Turner Classic Movies (الإنجليزية)
- مقاتل النهاية على موقع أول موفي (الإنجليزية)
- مقاتل النهاية على موقع فيلمافينيتي (الإسبانية)
- مقاتل النهاية على موقع قاعدة بيانات الأفلام السويدية (السويدية)
- مقاتل النهاية على موقع قاعدة بيانات الفيلم (الإنجليزية)
- مقاتل النهاية على موقع ليتربوكسد (الإنجليزية)
- مقاتل النهاية على موقع كينوبويسك (الروسية)

1. 1 2 3  وصلة مرجع: http://www.imdb.com/title/tt0073835/. الوصول: 18 أبريل 2016.
2. 1 2 3 4 5 6 7  وصلة مرجع: http://www.allocine.fr/film/fichefilm_gen_cfilm=36011.html. الوصول: 18 أبريل 2016.
3. 1 2 3 4 5 6 7 8 9  وصلة مرجع: https://www.imdb.com/title/tt0073835/releaseinfo.
4. ↑  "قاعدة بيانات الأفلام على الإنترنت" (بالإنجليزية). Retrieved 2024-08-25.
5. 1 2  Australian Classification ID: ultimate-warrior-1.
6. ↑  مذكور في: قاعدة بيانات الأفلام على الإنترنت. مُعرِّف قاعدة بيانات الأفلام على الإنترنت (IMDb): tt0073835. الوصول: 8 مايو 2024. لغة العمل أو لغة الاسم: الإنجليزية.